# Genolhac
|  | Per a altres significats, vegeu «Génolhac». |

Genolhac (occità) o Genouillac (francès) és una localitat i comuna al departament de Cruesa de la regió de Nova Aquitània, La seva població al cens de 1999 era de 781 habitants. Està integrada a la Communauté de communes de la Petite Cruesa, de la que n'és la població més gran.

## Demografia
| 1968 | 1975 | 1982 | 1990 | 1999 |
| ---- | ---- | ---- | ---- | ---- |
| 1010 | 859  | 783  | 775  | 781  |

## Administració
| Període   | Identitat              | Partit |
| --------- | ---------------------- | ------ |
| 2001-2008 | Maurice Teinturier     |        |
| 2008-     | Jean-Claude Aurousseau |        |